# Mort Motor Company
Mort Motor Company war ein US-amerikanischer Hersteller von Automobilen. Andere Quellen geben als Firmierung Meteor Motor Car Company an.

## Unternehmensgeschichte
Das Unternehmen gehörte zu Meteor Motors, die auch als Meteor Motor Car Company bezeichnet wurde und Fahrzeuge als Meteor vermarkteten. Der Sitz war in Piqua in Ohio. Es stellte zwischen 1917 und 1924 Automobile her. Eine andere Quelle gibt den Produktionszeitraum mit 1923 bis 1926 an. Diese Daten können sich auf reine Personenkraftwagen beziehen. Der Markenname lautete Mort. Das ist das französische Wort für Tod.

## Fahrzeuge
Im Angebot standen überwiegend Leichenwagen. Die Fahrzeuge waren etwas billiger als die von Meteor. Der Preisunterschied betrug zwischen 750 und 1000 US-Dollar. Außerdem gab es Limousinen mit sieben Sitzen. Sie kosteten zwischen 1850 und 2000 Dollar. Ein Sechszylindermotor von der Continental Motors Company trieb die Fahrzeuge an.